# Serapio Baqueiro Barrera
Serapio Baqueiro Barrera (1865 - 1940) fue un periodista, escritor y poeta mexicano, nacido y fallecido en Mérida, Yucatán. Miembro de familia de intelectuales dedicados a las letras y al periodismo y de políticos de la península de Yucatán. 

## Datos biográficos
Hijo de Serapio Baqueiro Preve, que fue gobernador de Yucatán, historiador, jurista y maestro. Padre de Oswaldo Baqueiro Anduze, historiador y periodista. Abuelo de Oswaldo Baqueiro López, también periodista y escritor.
Fue un prosista lírico. Su obra está catalogada como perteneciente a la corriente del modernismo americano. Escribió gran parte de su obra como poemas en prosa.
Fue colaborador y participó en el desarrollo del Boletín de la Universidad Nacional del Sureste, órgano informativo de la universidad fundada por Felipe Carrillo Puerto. También fue colaborador del Diario del Sureste de su ciudad natal.

## Obra
Entre otras, destacan las siguientes:
- El intruso (poemario)
- Poema del café
- Viejo blasón desvanecido en sangre (teatro)

En muchos de sus escritos y particularmente en sus artículos periodísticos, utilizó el seudónimo de Crónicas de Parsifal. Con esta firma se encuentran dispersos gran parte de los artículos que publicó en revistas locales contemporáneas.